# Scortico
Lo Scortico è un modesto canale navigabile del Veneto, nell'Italia nordorientale, che scorre in Polesine, tra i comuni di Villanova del Ghebbo e Fratta Polesine, attraversando in quest'ultimo il capoluogo. Il corso d'acqua è parte di un sistema che mette in comunicazione i due maggiori fiumi italiani l'Adige e il Po, tramite a nord l'Adigetto e a sud il Canalbianco, sfruttata fin dal XVI secolo dai nobili della Repubblica di Venezia per raggiungere le loro residenze che qui avevano stabilito in terra ferma, tra le quali Villa Badoer e Villa Molin-Avezzù.
Di particolare attenzione è il mulino ad acqua sito in località Pizzon, poco prima della confluenza con l'idrovia Tartaro-Canalbianco-Po di Levante, sede dell'Ecomuseo Mulino al Pizzon, e che conserva una delle due conche di navigazione, sostenuta da porte vinciane e che alimenta la ruota del mulino, mentre della seconda conca sono tuttora visibili i suoi resti. Queste restano come testimonianza storica di una delle prime idrovie polesane realizzata alla metà del XIX secolo e sfruttata per il trasporto a livello industriale.

## Storia

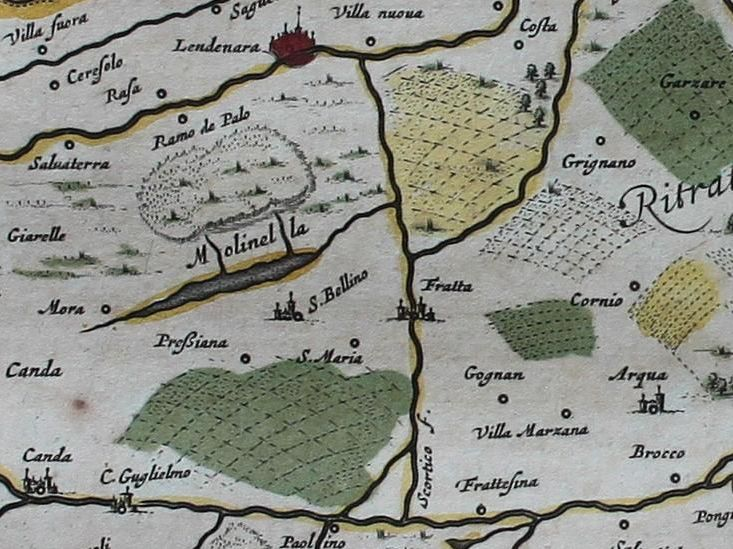
Il percorso dello Scortico evidenziato nella mappa Polesino di Rovigo del cartografo olandese Joan Blaeu e datata 1659.

L'origine del corso d'acqua si deve alle conseguenze della rotta del Pinzone, disastrosa alluvione causata da una piena del fiume Adige avvenuta nel X secolo, tradizionalmente posta nell'anno 950 ma in realtà di qualche anno precedente, dato che nel 944 la rotta si era già verificata. Questa, oltre alla deviazione del corso del Tartaro, costrinsero gli abitanti a favorire il deflusso delle acque nel nuovo ramo principale, l'Adigetto, che all'altezza dell'abitato di Villanova, l'attuale Villanova del Ghebbo, riuscì ad aprirsi un ramo che fece defluire le acque, scegliendo la via più breve, verso il Canalbianco.

## Galleria d'immagini

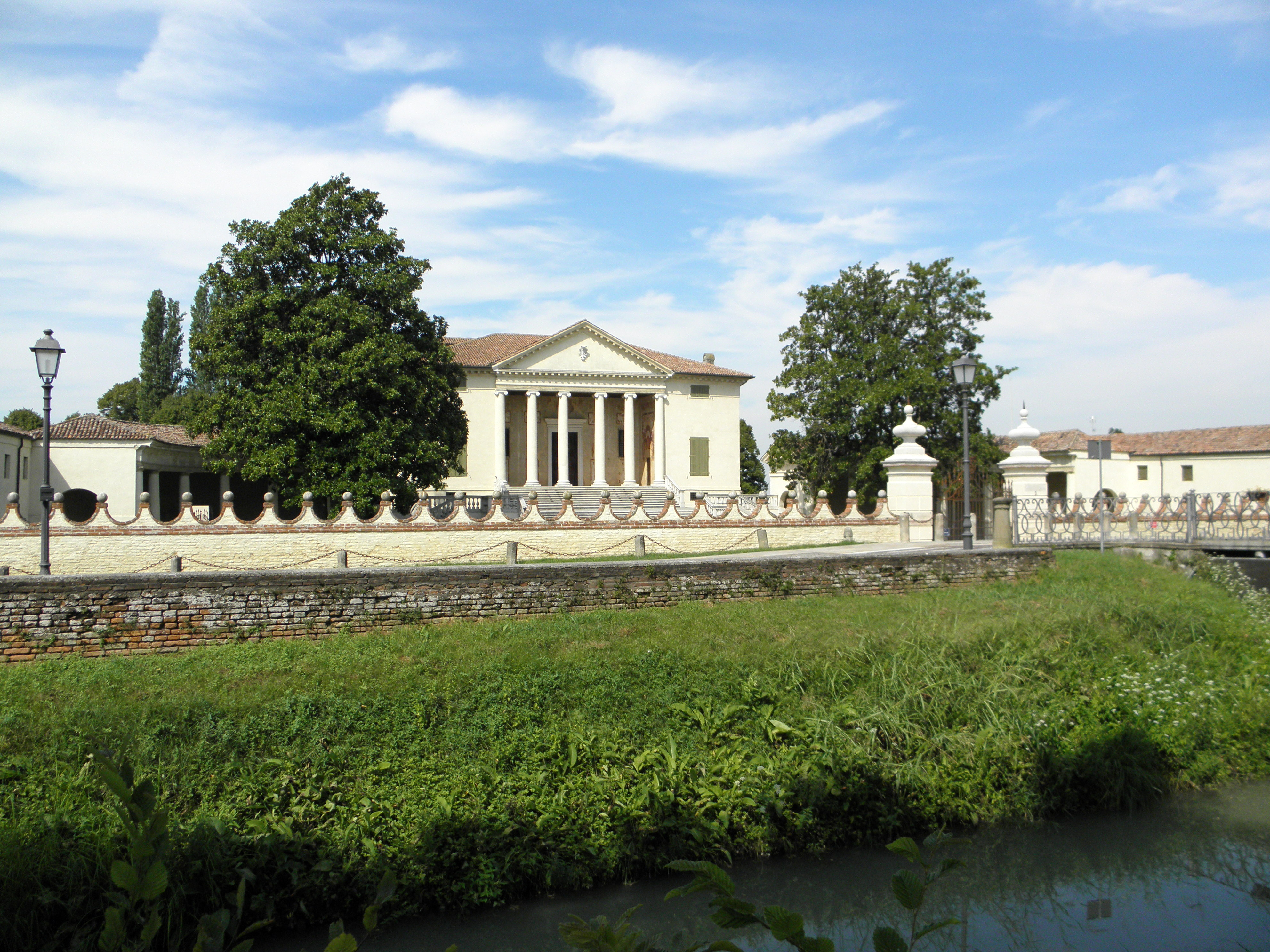
Fratta Polesine: Villa Badoer dietro l'argine destro del canale.
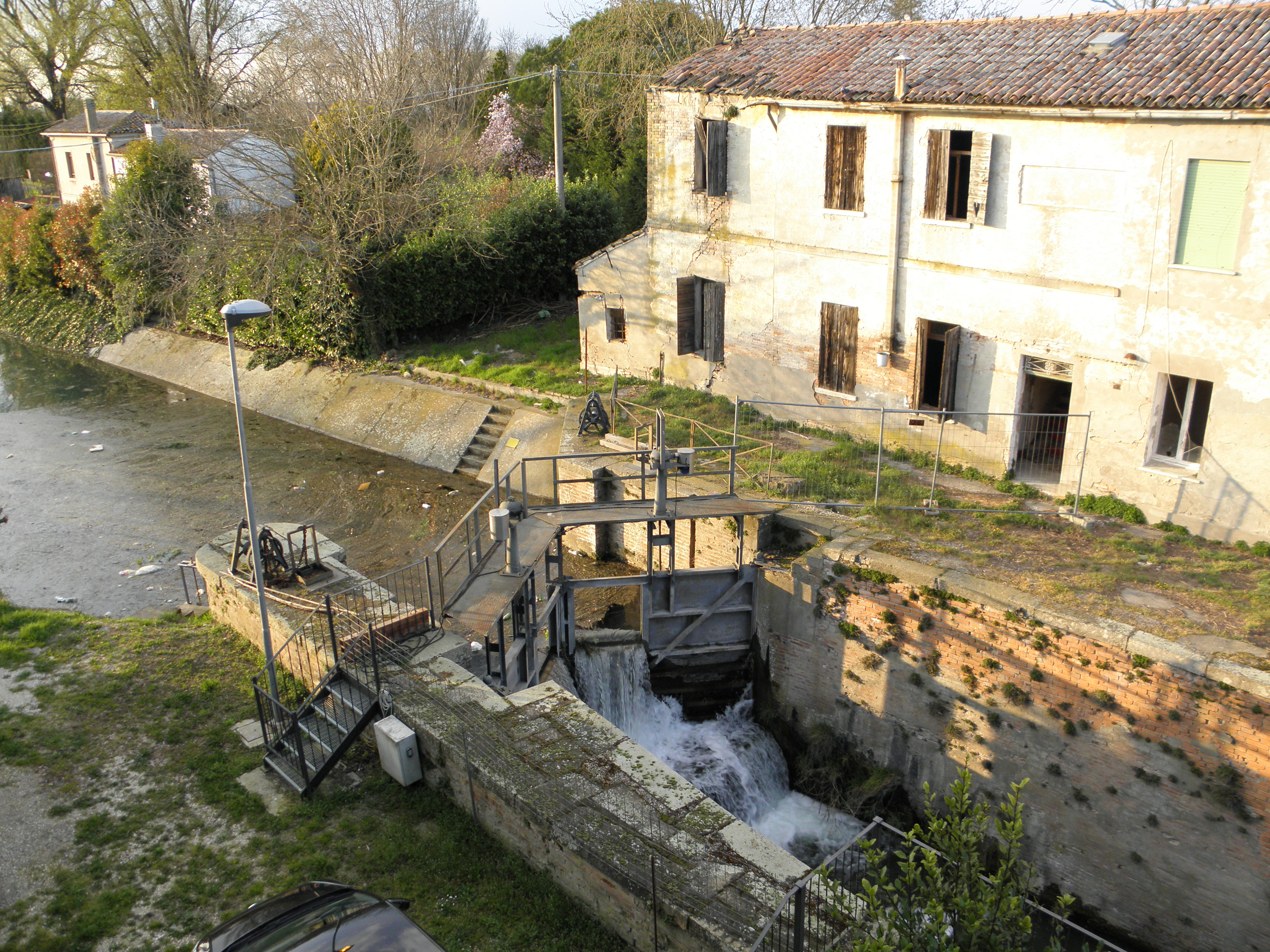
La conca di navigazione che fiancheggia e alimenta il Mulino al Pizzon.
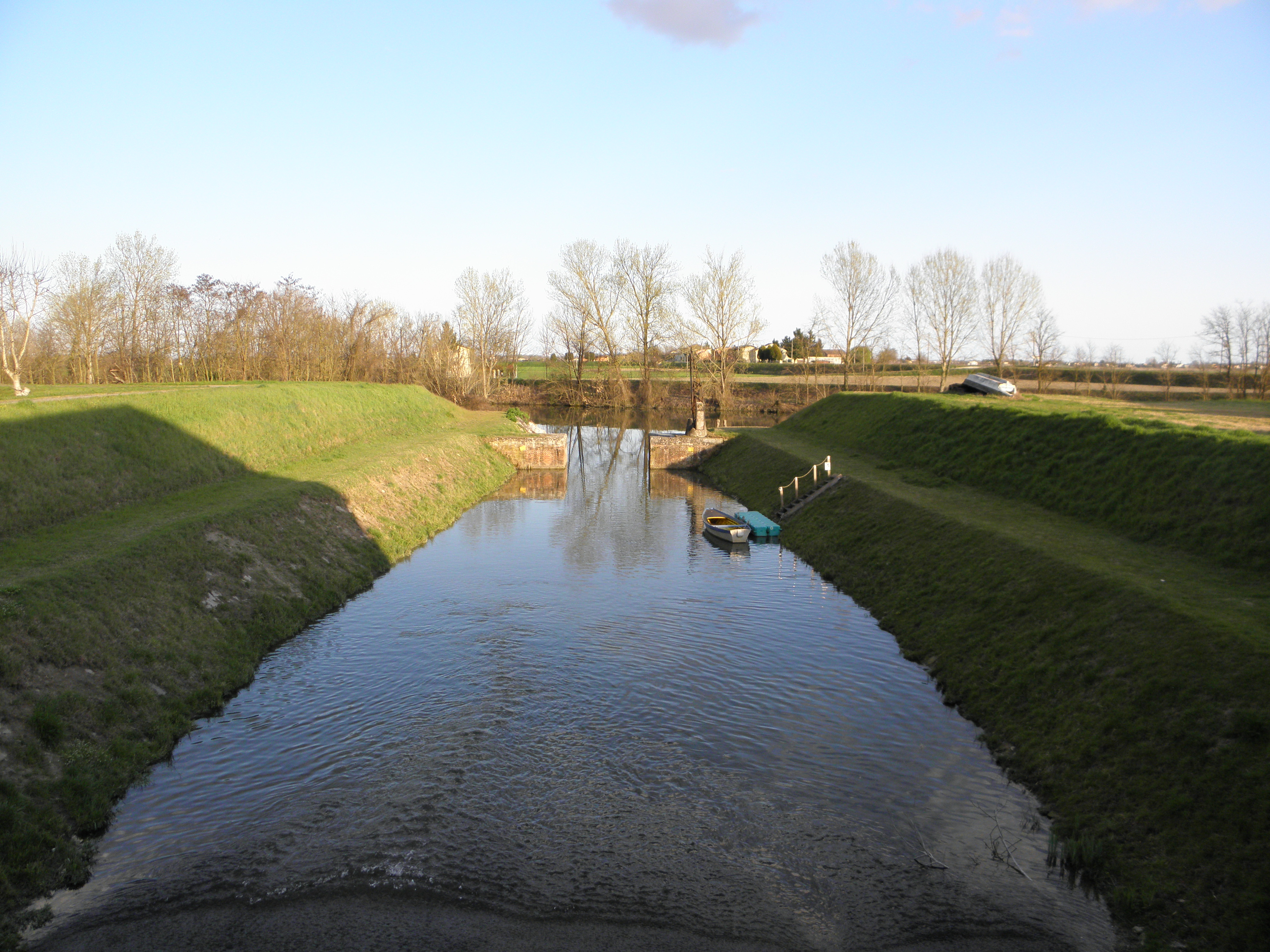
La confluenza con l'idrovia Tartaro-Canalbianco-Po di Levante con i resti della seconda conca
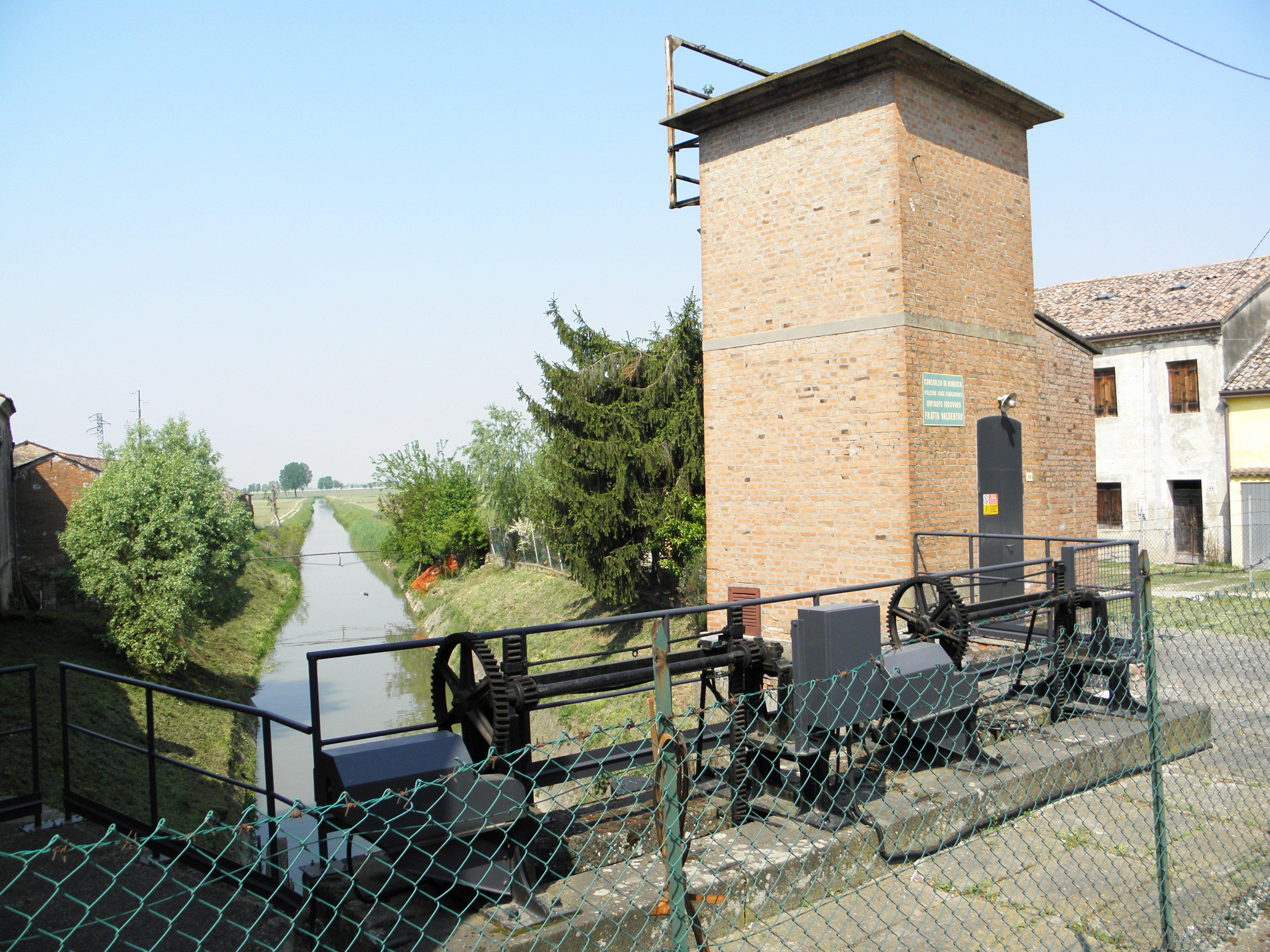
Fratta Polesine: il sistema di chiuse che regola l'afflusso tra il canale Valdentro e lo Scortico nelle vicinanze della palazzina municipale.